# Puente de Castrejana
El puente de Castrejana sobre el río Cadagua, en la ruta de la Costa del Camino de Santiago, une las márgenes de los municipios vizcaínos de Baracaldo y Bilbao. Es también llamado puente de las «Brujas» o del «Diablo».

## Historia y características
El puente fue construido entre 1435 y 1436, realizada por el maestro Pedro Ortiz, de Lequeitio. Jugó un papel muy importante hasta el siglo XIX al formar parte del Camino Real que unía Bilbao y Castilla a través de Valmaseda y del Valle de Mena. El puente está realizado con sillares de piedra arenisca formando un solo arco de medio punto. Los estribos se apoyan sobre las márgenes rocosas del río. El arco es el primer elemento del puente que se construye; en este caso las dovelas (las piezas que forman el arco) se disponen en una doble hilada.
En 1836, durante la Primera Guerra Carlista fue objeto de un duro combate. Las tropas isabelinas de Baldomero Espartero ocuparon Baracaldo e intentaron romper el cerco de Bilbao. Los carlistas se replegaron cruzando el puente hasta Castrejana, pero las tropas de su brigadier Prudencio de Sopelana habían tomado posiciones en altura para controlarlo, y desde ellas masacraron a las tropas isabelinas que intentaron tomarlo.

### Mitología vasca
Es conocido también con el nombre de puente del Diablo, ya que varias leyendas atribuyen su construcción al mismo Diablo. La más antigua cuenta que una joven vendió su alma al Diablo a cambio de un puente que le permitiera cruzar a la otra orilla del Cadagua, donde vivía su amado. Cuando solo faltaba una dovela para acabar el puente, la joven se arrepintió y el canto del gallo ahuyentó al Diablo. Pudo así salvar su alma y cruzar el puente para ver a su amado.
Otras leyendas atribuyen a unos geniecillos, los mikolases, la construcción del puente. Estos diablillos se disponían en fila desde la cantera hasta el puente pasándose uno a otro los sillares de piedra.